# Neleothymus acutus
Neleothymus acutus är en stekelart som beskrevs av Dasch 1979. Neleothymus acutus ingår i släktet Neleothymus och familjen brokparasitsteklar. Inga underarter finns listade i Catalogue of Life.